# فرودگاه پورت الیزابت
 فرودگاه پورت الیزابت (به انگلیسی: Port Elizabeth Airport) یک فرودگاه همگانی با کد یاتا PLZ است که یک باند فرود آسفالت دارد و طول باند آن ۱۹۸۰ متر است. این فرودگاه در شهر پورت الیزابت کشور آفریقای جنوبی قرار دارد و در ارتفاع ۶۷ متری از سطح دریا واقع شده است.

## شرکت‌های هواپیمایی و مقصدهای پروازی

### Passengers

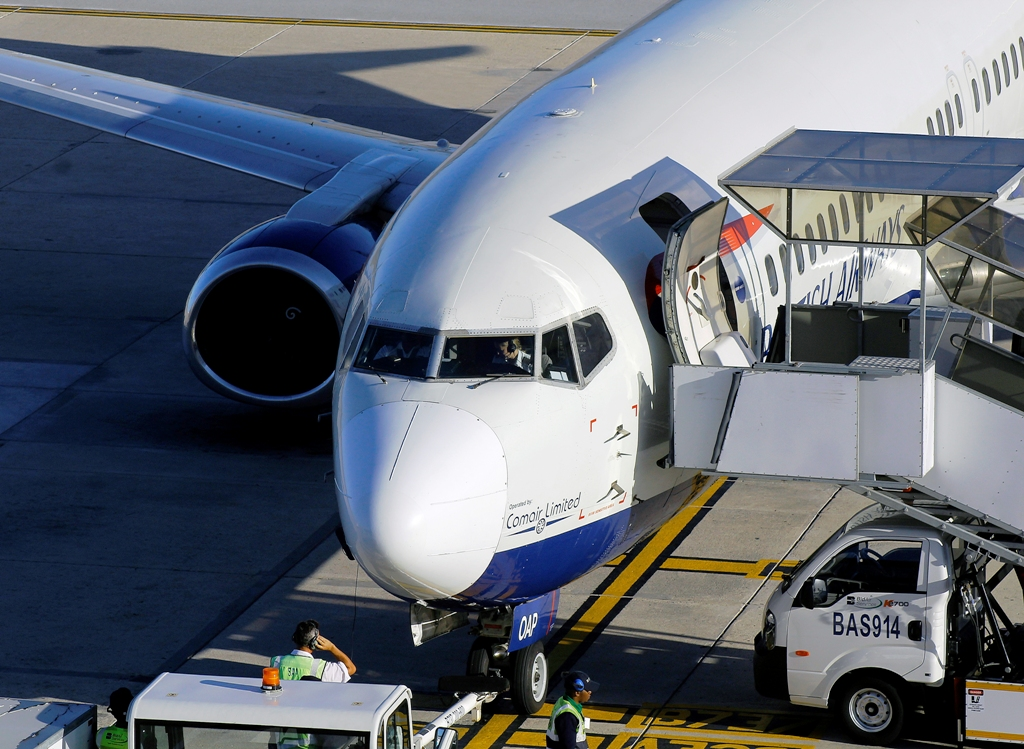
British Airways Comair 737-400 at Port Elizabeth International Airport

| شرکت‌های هواپیمایی              | مقصدهای پروازی                                           |
| ------------------------------ | -------------------------------------------------------- |
| ایرلینک                        | ایست لندن                                                |
| بریتیش ایرویز اجرا توسط کام‌ایر | کیپ‌تاون، کینگ شاکا، اولیور تامبو                         |
| فلای‌ساف‌ایر                     | کیپ‌تاون، کینگ شاکا (Begins ۲۷ نوامبر ۲۰۱۷)، اولیور تامبو |
| Mango                          | اولیور تامبو                                             |
| هواپیمایی آفریقای جنوبی        | اولیور تامبو                                             |
| ساوث افریکن اکسپرس             | کیپ‌تاون، کینگ شاکا، اولیور تامبو                         |
| CemAir                         | بلومفونتن                                                |

### باری
| شرکت‌های هواپیمایی       | مقصدهای پروازی                              |
| ----------------------- | ------------------------------------------- |
| بیدایر کارگو            | اولیور تامبو                                |
| ایمپریال ایر کارگو      | اولیور تامبو                                |
| هواپیمایی آفریقای جنوبی | اولیور تامبو، کیپ‌تاون، ایست لندن، کینگ شاکا |
| ساوث افریکن اکسپرس      | کینگ شاکا                                   |
| استار ایر کارگو         | اولیور تامبو                                |